# 배기선
배기선(裵基善, 1950년 9월 5일~)은 대한민국의 정치인이다. 제14·16·17대 국회의원을 지냈다. 본관은 달성이며, 전라남도 무안군 출신이다.

## 학력
- 1969년 광주제일고등학교 졸업
- 1974년 국민대학교 법정대학 정치외교학 학사
- 한국방송통신대학교 행정학 학사
- 1999년 고려대학교 정책대학원 국제정치학 석사

## 경력
- 민주연합동지회 간사
- 1995.08~1995.12 제14대 민주당 국회의원
- 1995.12~1996.03 제14대 통합민주당 국회의원
- 1996.05~1998.04 새정치국민회의 정책위원회 부의장
- 1998.04~2000.01 한국방송광고공사 사장
- 2000.05~2000.09 제16대 새천년민주당 국회의원
- 2000.09~2001.09 제16대 자유민주연합 국회의원
- 2001.09~2003.10 제16대 새천년민주당 국회의원
- 2003.11~2007.08 제17대 열린우리당 국회의원
- 2000.06~2000.12 새천년민주당 정책위 제1정조위원장
- 2002.06~2002.12 새천년민주당 기조위원장 겸 사무총장 직무대행
- 2002.07~2004.05 제16대 국회 후반기 문화관광위원회 위원장
- 2005.06~2006.01 열린우리당 사무총장
- 2006.10~2007.10 제17대 국회 후반기 남북평화특별위원회 위원장
- 2007.08~2008.02 제17대 대통합민주신당 국회의원
- 2008.02~2008.05 제17대 통합민주당 국회의원

## 기타 이력
- 배기선 전 의원은 16대 국회 문화관광위원회 위원장이던 2004년 2월 광고물업자 박모씨로부터 대구 하계유니버시아드대회 지원법을 연장해준 대가로 5천만원을 받고 이상국 한국야구위원회(KBO) 전 사무총장으로부터 정치자금 영수증을 교부하지 않은 채 3천만원을 받은 혐의로 기소됐다. 원심은 "5천만원이라는 금품 액수가 거액이고 직무행위 대가로 받은 뇌물로 인정된다. 또 3천만원을 받은 뒤 자금세탁 과정까지 거쳐 현금화해 사용하고 선거관리위원회에 후원금으로 신고하지 않은 사실도 인정할 수 있다"고 판시했다. 2009년 2월27일, 대법원 3부(주심 이홍훈 대법관)는 광고업자로부터 금품을 받은 혐의(특정범죄가중처벌법상 뇌물) 등으로 기소된 배기선 전 의원에 대한 상고심에서 징역 3년6개월에 추징금 8천만원을 선고한 원심을 확정했다.[1]
- 2010년 8.15 광복절특사를 통해 특별감형되었다.[2]

## 역대 선거 결과
|  | 29.2% |

|  | 33.80% |

|  | 50.94% |

|  | 47.45% |

|  | 35.37% |

## 소속 정당
| 소속 정당 | 소속 정당      | 소속 기간 | 비고                |
| --------- | -------------- | --------- | ------------------- |
|           | 평화민주당     | 1988~1991 | 정계 입문           |
|           | 신민주연합당   | 1991      | 당명 변경           |
|           | 민주당         | 1991~1995 | 합당                |
|           | 무소속         | 1995      | 탈당                |
|           | 새정치국민회의 | 1995~2000 | 창당                |
|           | 새천년민주당   | 2000      | 합당                |
|           | 무소속         | 2000      | 탈당                |
|           | 자유민주연합   | 2000~2001 | 입당                |
|           | 무소속         | 2001      | 탈당                |
|           | 새천년민주당   | 2001~2003 | 복당                |
|           | 무소속         | 2003      | 탈당                |
|           | 열린우리당     | 2003~2007 | 창당                |
|           | 대통합민주신당 | 2007~2008 | 합당                |
|           | 통합민주당     | 2008      | 합당                |
|           | 민주당         | 2008~2011 | 당명 변경 정계 은퇴 |
|           | 민주통합당     | 2011~2013 | 합당                |
|           | 민주당         | 2013~2014 | 당명 변경           |
|           | 새정치민주연합 | 2014~2015 | 합당                |
|           | 더불어민주당   | 2015~현재 | 당명 변경           |

## 같이 보기
- 대한민국 제14대 국회의원 선거 민주당 후보 목록#전국구
- 부천시 원미구 을
- 부천시 원미구의 국회의원